# Bolearți, Varna
Bolearți (în bulgară Болярци) este un sat în comuna Avren, regiunea Varna,  Bulgaria. 

## Demografie
Componența etnică a satului Bolearți
     Bulgari (38,21%)
     Turci (40,12%)
     Nicio identificare (19,1%)
     Romi (0%)
     Altele (2,54%)
La recensământul din 2011, populația satului Bolearți era de 157 locuitori. Nu există o etnie majoritară, locuitorii fiind turci (40,12%) și bulgari (38,21%). Pentru 19,1% din locuitori nu este cunoscută apartenența etnică.